# Pick-up (elettronica)

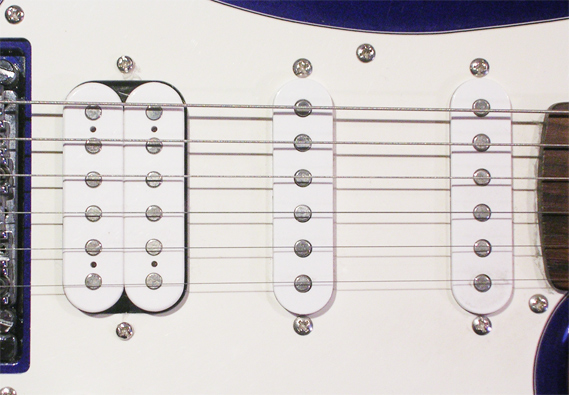
Particolare del corpo di una chitarra elettrica con un pick-up humbucker (a sinistra, al ponte) e due single coil (al centro e a destra, al manico).

Il pick-up (trasduttore) è un dispositivo elettrico usato principalmente in ambito musicale, in grado di trasformare le vibrazioni delle corde di uno strumento musicale cordofono (ad esempio la chitarra elettrica o il basso elettrico) in impulsi elettrici. Viene usato anche all'interno dell'organo Hammond e nell'impianto d'accensione dei mezzi a motore; in particolare, in quest'ultimo caso, per poter rilevare la posizione dell'albero motore.

## Tipologia e funzionamento
Esistono vari tipi di pick-up:
- Magnetico, si parla di single coil per i pick-up con una sola bobina, e humbucker quando le bobine sono due.
- Ottico, basato sul principio del mouse ottico, questo tipo di pick-up non risente delle interferenze elettromagnetiche, sia di amplificatori che cavi elettrici di alimentazione.
- Piezoelettrico, il pick-up piezoelettrico, con una timbrica differente, viene generalmente utilizzato sulle chitarre acustiche elettrificate, in aggiunta o in sostituzione agli elettromagnetici, e sui contrabbassi; questo tipo di pick-up non risente delle interferenze elettromagnetiche, sia di amplificatori che cavi di alimentazione.

## I pick-up magnetici

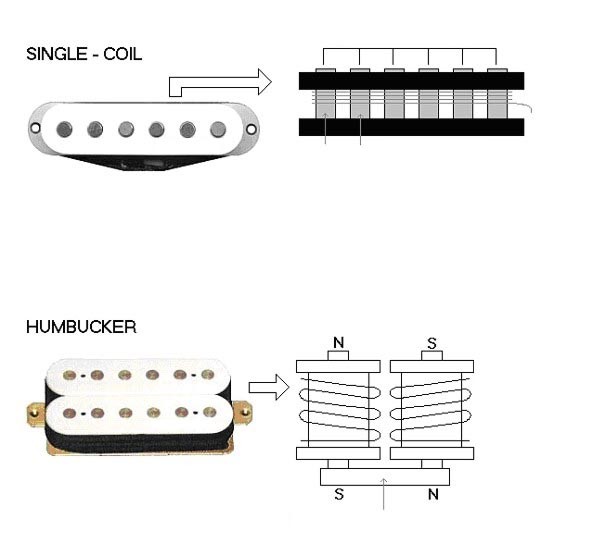
Schema della struttura di un pick-up ad avvolgimento singolo (single coil) e di uno a doppio avvolgimento (humbucker). Si possono notare i poli magnetici (generalmente uno per ogni corda) e la posizione dell'avvolgimento del filo di rame in una bobina che avvolge la parte inferiore dei poli.

Le caratteristiche di un pick-up magnetico dipendono da una serie di elementi, principalmente il materiale dei poli e le caratteristiche della bobina.
Molto del suono ad esempio dipende dalla sezione del filo della bobina e dal numero di giri. Un filo molto sottile (ad esempio 0,05 mm) produce un suono molto sottile, mentre un filo di sezione più grossa (ad esempio 0,056-0,06-0,063) produce un suono più pieno e corposo. Il numero delle spire generalmente varia intorno alle migliaia e influenza principalmente la potenza d'uscita del segnale e il picco di risonanza.
Alcune caratteristiche dimensionali incidono anche in maniera significativa sul suono di un pick-up, fra queste l'altezza dei magneti. All'aumentare dell'altezza del pick-up ne aumentata la larghezza dell'avvolgimento ottenendo un suono più aperto in quanto il valore dell'induttanza dell'avvolgimento viene ridotto.
Spesso le spire dell'avvolgimento vengono immerse in un bagno di cera o di qualche tipo di resina al fine di evitare che il pick-up funga da microfono e raccolga anche rumori di ambiente oltre alle vibrazioni delle corde.
Il materiale usato principalmente per i poli magnetici è l'Alnico, una lega di alluminio, nickel, ferro e cobalto, ai quali si aggiungono alcuni metalli minoritari, come rame e titanio. Questo materiale risulta resistente alla corrosione ed agli urti, i pick-up in Alnico sono piuttosto duraturi e, salvo shock magnetici, decadono circa del 4-5% ogni 100 anni.
L'Alnico viene catalogato in base alle sue caratteristiche specifiche quali la capacità di attrazione del magnete (o potere coercitivo) che ne è la caratteristica principale per la riproduzione del suono, e la potenza viene quindi misurata in una serie numerica in cui i numeri più bassi hanno maggiore potere coercitivo, fatta eccezione per l'alnico 5 che è più potente. Per i pick-up si utilizzano generalmente Alnico 2, 3, 4 e 5.
In maniera piuttosto generale la variazione del suono va da un pick-up Alnico 2, caratterizzato da una certa morbidezza dell'attacco sui bassi, a un Alnico 5 che presenta una maggiore aggressività. I poli dei pick-up delle Fender Stratocaster sono in Alnico 5, i famosi PAF della Gibson vennero inizialmente prodotti in Alnico 2, quindi in Alnico 4 e infine 5. Ora, a causa della richiesta di suoni cosiddetti vintage, si sta tornando all'Alnico 2.

## Posizionamento
Il pick-up deve essere posizionato in una certa posizione e modo a seconda dell'utilizzo.

### Applicazioni meccaniche ed elettrotecniche
Viene utilizzato sui motori termici o elettrici a seconda del tipo e posizionato sull'albero motore di queste macchine.

Nei motori termici:
Questo sensore serve all'impianto d'accensione per poter determinare il momento migliore per scoccare la scintilla ai capi della candela.

Nei motori elettrici:
Questo sensore viene utilizzato solo sul motore brushless, in quanto in tutti gli altri tipi di motore vi è o un controllo meccanico o comunque non ve n'è bisogno.

### Strumenti musicali
Il posizionamento di un pick-up elettromagnetico è molto importante per la resa timbrica, almeno quanto gli altri parametri costruttivi. Poiché ciò che determina la tensione in uscita è lo spostamento della corda, e non la velocità di spostamento (che dà invece l'intensità del campo elettrico), in posizioni diverse i pick-up intercettano diversamente le varie armoniche, generando un filtro a pettine.

Posizionamento verticale (distanza dalle corde):
Un fattore molto importante nel posizionamento del pick-up è l'attrazione esercitata sulla corda soprastante: se da una parte è vero che maggiore è la vicinanza della corda al pick-up e maggiore è il segnale in uscita, è altrettanto necessario tener presente che l'oscillazione di una corda troppo esposta al campo magnetico verrebbe modificata dallo stesso con conseguente perdita di sustain.

Posizionamento orizzontale:
La disposizione dei pick-up sul corpo dello strumento determina gran parte della timbrica di quest'ultimo. Una soluzione molto diffusa soprattutto fra i costruttori di chitarre e bassi elettrici prevede l'utilizzo di due o più pick-up disposti in posizioni del corpo differenti, solitamente uno in prossimità del ponte e un secondo in prossimità del manico, per ottenere più punti di ripresa che verranno poi miscelati attraverso potenziometri e interruttori al fine di ottenere il segnale di uscita desiderato. Un pick-up posto vicino al ponte registra una timbrica decisamente più secca e priva di sustain mentre uno a manico sarà molto più morbido e povero di attacco.

## Nel giradischi
Viene indicato con il termine pick-up o ciapa-su il fonorivelatore montato sui bracci di lettura dei dischi in vinile, costituito da una cartuccia comprendente la puntina di lettura e il relativo trasduttore elettromeccanico o piezoelettrico.

## Principali costruttori
- DiMarzio
- EMG, Inc.
- Seymour Duncan
- Jackson Guitars
- Gibson Guitar Corporation
- Wilde Pickups
- Bill Lawrence Usa
- Vignoni Pickups